# Тонга на Светском првенству у атлетици на отвореном 2015.
Тонга је учествовала на Светском првенству у атлетици на отвореном 2015. одржаном у Пекингу од 12. до 30. августа. Репрезентацију Тонге представљао је један такмичар који се такмичио у трци на 100 метара.,
На овом првенству Тонга није освојила ниједну медаљу, а оборен је један лични рекорд.

## Учесници
Мушкарци:
- La Shondra David Mossati — Трка на 100 метара

## Резултати

### Мушкарци
| Атлетичар                | Дисциплина | Лични рекорд | Предтакмичење | Предтакмичење | Квалификације    | Квалификације    | Полуфинале       | Полуфинале       | Финале           | Финале       | Детаљи |
| Атлетичар                | Дисциплина | Лични рекорд | Резултат      | Место         | Резултат         | Место            | Резултат         | Место            | Резултат         | Место        | Детаљи |
| ------------------------ | ---------- | ------------ | ------------- | ------------- | ---------------- | ---------------- | ---------------- | ---------------- | ---------------- | ------------ | ------ |
| La Shondra David Mossati | 100 м      | 11,54        | 11,08 ЛР      | 6. у гр. 1    | Није се пласирао | Није се пласирао | Није се пласирао | Није се пласирао | Није се пласирао | 55 / 68 (71) |        |